# Tarjei Sandvik Moe
Tarjei Sandvik Moe (* 24. května 1999 Oslo) je norský herec, který se proslavil svou rolí v seriálu Skam vysílaném norskou televizí NRK3. V seriálu ztvárnil postavu sedmnáctiletého studenta Isaka Valtersena.

## Dosavadní kariéra
Moe hrál v letech 2015–2017 v seriálu Skam odehrávajícím se na gymnáziu Hartviga Nissena, které sám jako student navštěvuje. V roce 2017 byl Tarjei Sandvik Moe za tuto svou roli nominován na norskou televizní cenu Gullruten v kategorii nejlepší herec, cenu však nezískal.
V roce 2017 byl zvažován jako jedna z hlavních postav seriálu Østkant/Vestkant, ale po natočení pilotního filmu byla jeho postava stažena.